# Liste der pakistanischen Botschafter in Belgien
Der pakistanische Botschafter in Brüssel ist regelmäßig auch bei der Regierung in Luxemburg akkreditiert und leitete die pakistanische Mission bei der EU.
Die pakistanische Botschaft befindet sich in der 57 Avenue Delleur in Brüssel.
| Ernannt / Akkreditiert | bei der Europäischen Kommission akkreditiert. | Name                    | Bemerkungen       | ernannt von              | akkreditiert bei      | Posten verlassen |
| ---------------------- | --------------------------------------------- | ----------------------- | ----------------- | ------------------------ | --------------------- | ---------------- |
| Apr. 1952              |                                               | Jallaluddin Abdur Rahim |                   | Ghulam Mohammed          | Jean Van Houtte       | 1953             |
| Mai 1956               |                                               | Habibur Rahman          |                   | Iskander Mirza           | Achille Van Acker     | Dez. 1958        |
| Mai 1959               |                                               | Iqbal Athar             | (* 6. Juli 1916)  | Mohammed Ayub Khan       | Gaston Eyskens        | Dez. 1961        |
| März 1962              |                                               | Abdur Rahman Khan       |                   | Mohammed Ayub Khan       | Théo Lefèvre          | Dez. 1967        |
|                        | 1. Okt. 1962                                  | Muhammad Ayub           |                   | Mohammed Ayub Khan       | Théo Lefèvre          |                  |
|                        | 10. Okt. 1966                                 | S. Osman Ali            |                   | Mohammed Ayub Khan       | Paul Vanden Boeynants |                  |
| Okt. 1968              | 10. Dez. 1968                                 | Riaz Piracha            |                   | Mohammed Ayub Khan       | Gaston Eyskens        | Okt. 1970        |
| Okt. 1970              | 26. Nov. 1970                                 | Mohamed Masood          |                   | Agha Muhammad Yahya Khan | Gaston Eyskens        | Sep. 1973        |
| Dez. 1973              | 15. Jan. 1974                                 | Qamar-ul Islan          |                   | Fazal Ilahi Chaudhry     | Edmond Leburton       | Jan. 1979        |
| Apr. 1979              | 8. Mai 1979                                   | Vasim Aon Jafarey       | [ 2 ]             | Mohammed Zia ul-Haq      | Wilfried Martens      | Aug. 1984        |
| Okt. 1984              | 23. Nov. 1984                                 | Mahdi Masud             |                   | Mohammed Zia ul-Haq      | Wilfried Martens      | März 1988        |
| Juni 1988              | 17. Okt. 1988                                 | Munir Akram             |                   | Ghulam Ishaq Khan        | Wilfried Martens      | Dez. 1991        |
| Aug. 1992              | 14. Dez. 1992                                 | Rafat Mahdi             |                   | Ghulam Ishaq Khan        | Jean-Luc Dehaene      | Feb. 1995        |
| Apr. 1995              | 3. Mai 1995                                   | Riaz Mohammad Khan      |                   | Faruk Ahmad Khan Leghari | Jean-Luc Dehaene      | Juli 1998        |
| Aug. 1998              | 10. Nov. 1998                                 | Saidullah Khan Dehlavi  |                   | Mohammed Rafiq Tarar     | Jean-Luc Dehaene      | Mai 2001         |
| Juli 2001              | 11. Okt. 2001                                 | Shaukat Umer            |                   | Pervez Musharraf         | Guy Verhofstadt       | Aug. 2002        |
| Sep. 2002              | Sep. 2002                                     | Tariq Fatemi            | (* 9. Juli 1944)  | Pervez Musharraf         | Guy Verhofstadt       | Juli 2004        |
| März 2005              | 7. Apr. 2005                                  | Saeed Khalid            |                   | Pervez Musharraf         | Guy Verhofstadt       | Sep. 2008        |
| Okt. 2008              | 19. Jan. 2009                                 | Shafkat Saeed           |                   | Asif Ali Zardari         | Yves Leterme          | Nov. 2009        |
| Dez. 2009              | 6. Jan. 2010                                  | Jalil Abbas Jilani      |                   | Asif Ali Zardari         | Herman Van Rompuy     | Sep. 2012        |
| 2012                   | 2012                                          | Mohammad Ayub           |                   | Asif Ali Zardari         | Herman Van Rompuy     |                  |
| 22. Nov. 2012          | 22. Nov. 2012                                 | Munawar Saeed Bhatti    | (* 10. Juni 1948) | Asif Ali Zardari         | Herman Van Rompuy     |                  |